# Pico Viejo
Pico Viejo er en vulkan på Tenerife i de Kanariske Øer, Spanien. Pico Viejo er 3.134 m høj og søstervulkan til den næsten 600 m højere Teide, der ligger umiddelbart nord for Pico Viejo, og de to vulkaner er dannet sammen og forbundet med hinanden aktivitetsmæssigt. De ligger således begge i resterne af en tidligere vulkan, den såkaldte Las Cañadas-caldera. Hele området indgår i den nationalpark, der er opkaldt efter Teide. Det er den næsthøjeste bjerg på De Kanariske Øer efter Teide.